# 20e étape du Tour de France 2016
Pour un article plus général, voir Tour de France 2016.
La 20e étape du Tour de France 2016 se déroule le samedi 23 juillet 2016 entre Megève et Morzine, sur une distance de 146,5 kilomètres.

## Parcours
De nombreuses difficultés (4 cols) attendent les coureurs lors de cette avant-dernière étape. Après un départ de Megève, elles commenceront par l’ascension du col des Aravis (cat. 2, montée de 6,7 km à 7%), puis celui de la Colombière (cat.1, montée de 11,7 km à 5,8%). Entre ces deux cols, le sprint intermédiaire sera disputé au Grand-Bornand. Il faudra ensuite tenir jusqu'au col de la Ramaz (cat. 1, montée de 13,9 km à 7,1%), puis celui de Joux Plane (HC, montée de 11,6 km à 8,5%) avant de descendre à Morzine pour l'arrivée.

## Résultats

### Classement de l'étape
| \| Classement de l'étape \| Classement de l'étape \| Classement de l'étape \| Classement de l'étape \| Classement de l'étape \| \| Coureur \| Coureur \| Pays \| Équipe \| Temps \| \| --------------------- \| --------------------- \| --------------------- \| --------------------- \| --------------------- \| \| 1er \| Ion Izagirre \| Espagne \| Movistar Team \| 4 h 06 min 45 s \| \| 2e \| Jarlinson Pantano \| Colombie \| IAM Cycling \| + 19 s \| \| 3e \| Vincenzo Nibali \| Italie \| Astana \| + 42 s \| \| 4e \| Julian Alaphilippe \| France \| Etixx-Quick Step \| + 49 s \| \| 5e \| Rui Costa \| Portugal \| Lampre-Merida \| + 1 min 43 s \| \| 6e \| Roman Kreuziger \| Tchéquie \| Tinkoff \| + 1 min 44 s \| \| 7e \| Wilco Kelderman \| Pays-Bas \| LottoNL-Jumbo \| + 49 s \| \| 8e \| Joaquim Rodríguez \| Espagne \| Katusha \| + 3 min 24 s \| \| 9e \| Dan Martin \| Irlande \| Etixx-Quick Step \| + 4 min 12 s \| \| 10e \| Romain Bardet \| France \| AG2R La Mondiale \| + 4 min 12 s \| |                    |          |                  |                 |
| |                    |          |                  |                 |
| Source : ProCyclingStats |                    |          |                  |                 |
| Classement de l'étape |                    |          |                  |                 |
| Coureur | Coureur            | Pays     | Équipe           | Temps           |
| 1er | Ion Izagirre       | Espagne  | Movistar Team    | 4 h 06 min 45 s |
| 2e | Jarlinson Pantano  | Colombie | IAM Cycling      | + 19 s          |
| 3e | Vincenzo Nibali    | Italie   | Astana           | + 42 s          |
| 4e | Julian Alaphilippe | France   | Etixx-Quick Step | + 49 s          |
| 5e | Rui Costa          | Portugal | Lampre-Merida    | + 1 min 43 s    |
| 6e | Roman Kreuziger    | Tchéquie | Tinkoff          | + 1 min 44 s    |
| 7e | Wilco Kelderman    | Pays-Bas | LottoNL-Jumbo    | + 49 s          |
| 8e | Joaquim Rodríguez  | Espagne  | Katusha          | + 3 min 24 s    |
| 9e | Dan Martin         | Irlande  | Etixx-Quick Step | + 4 min 12 s    |
| 10e | Romain Bardet      | France   | AG2R La Mondiale | + 4 min 12 s    |

### Points attribués
| Sprint intermédiaire Le Grand-Bornand (km 33,5) | Sprint intermédiaire Le Grand-Bornand (km 33,5) | Sprint intermédiaire Le Grand-Bornand (km 33,5) | Sprint intermédiaire Le Grand-Bornand (km 33,5) | Sprint intermédiaire Le Grand-Bornand (km 33,5) |
| ----------------------------------------------- | ----------------------------------------------- | ----------------------------------------------- | ----------------------------------------------- | ----------------------------------------------- |
|                                                 | Coureur                                         | Pays                                            | Équipe                                          | Point(s)                                        |
| 1er                                             | Michael Matthews                                | Australie                                       | Orica-BikeExchange                              | 20                                              |
| 2e                                              | Thomas De Gendt                                 | Belgique                                        | Lotto-Soudal                                    | 17                                              |
| 3e                                              | Peter Sagan                                     | Slovaquie                                       | Tinkoff                                         | 15                                              |
| 4e                                              | Wilco Kelderman                                 | Pays-Bas                                        | Lotto NL-Jumbo                                  | 13                                              |
| 5e                                              | Rui Costa                                       | Portugal                                        | Lampre-Merida                                   | 11                                              |
| 6e                                              | Dylan van Baarle                                | Pays-Bas                                        | Cannondale-Drapac                               | 10                                              |
| 7e                                              | Roman Kreuziger                                 | Tchéquie                                        | Tinkoff                                         | 9                                               |
| 8e                                              | Sergio Henao                                    | Colombie                                        | Sky                                             | 8                                               |
| 9e                                              | Nélson Oliveira                                 | Portugal                                        | Movistar                                        | 7                                               |
| 10e                                             | Vincenzo Nibali                                 | Italie                                          | Astana                                          | 6                                               |
| 11e                                             | Alexis Gougeard                                 | France                                          | AG2R La Mondiale                                | 5                                               |
| 12e                                             | Tony Gallopin                                   | France                                          | Lotto-Soudal                                    | 4                                               |
| 13e                                             | Christopher Juul Jensen                         | Danemark                                        | Orica-BikeExchange                              | 3                                               |
| 14e                                             | Ion Izagirre                                    | Espagne                                         | Movistar                                        | 2                                               |
| 15e                                             | Fränk Schleck                                   | Luxembourg                                      | Trek-Segafredo                                  | 1                                               |
| modifier                                        |                                                 |                                                 |                                                 |                                                 |

| Arrivée d'étape Morzine (km 146,5) | Arrivée d'étape Morzine (km 146,5) | Arrivée d'étape Morzine (km 146,5) | Arrivée d'étape Morzine (km 146,5) | Arrivée d'étape Morzine (km 146,5) |
| ---------------------------------- | ---------------------------------- | ---------------------------------- | ---------------------------------- | ---------------------------------- |
|                                    | Coureur                            | Pays                               | Équipe                             | Point(s)                           |
| 1er                                | Ion Izagirre                       | Espagne                            | Movistar                           | 20                                 |
| 2e                                 | Jarlinson Pantano                  | Colombie                           | IAM                                | 17                                 |
| 3e                                 | Vincenzo Nibali                    | Italie                             | Astana                             | 15                                 |
| 4e                                 | Julian Alaphilippe                 | France                             | Etixx-Quick Step                   | 13                                 |
| 5e                                 | Rui Costa                          | Portugal                           | Lampre-Merida                      | 11                                 |
| 6e                                 | Roman Kreuziger                    | Tchéquie                           | Tinkoff                            | 10                                 |
| 7e                                 | Wilco Kelderman                    | Pays-Bas                           | Lotto NL-Jumbo                     | 9                                  |
| 8e                                 | Joaquim Rodríguez                  | Espagne                            | Katusha                            | 8                                  |
| 9e                                 | Daniel Martin                      | Irlande                            | Etixx-Quick Step                   | 7                                  |
| 10e                                | Romain Bardet                      | France                             | AG2R La Mondiale                   | 6                                  |
| 11e                                | Nairo Quintana                     | Colombie                           | Movistar                           | 5                                  |
| 12e                                | Alejandro Valverde                 | Espagne                            | Movistar                           | 4                                  |
| 13e                                | Adam Yates                         | Royaume-Uni                        | Orica-BikeExchange                 | 3                                  |
| 14e                                | Louis Meintjes                     | Afrique du Sud                     | Lampre-Merida                      | 2                                  |
| 15e                                | Rafał Majka                        | Pologne                            | Tinkoff                            | 1                                  |
| modifier                           |                                    |                                    |                                    |                                    |

|   | Coureur           | Pays     | Équipe   | Secondes |
| - | ----------------- | -------- | -------- | -------- |
| 1 | Ion Izagirre      | Espagne  | Movistar | 10 s     |
| 2 | Jarlinson Pantano | Colombie | IAM      | 6 s      |
| 3 | Vincenzo Nibali   | Italie   | Astana   | 4 s      |

### Cols et côtes
| Col des Aravis (km 21) 2e catégorie (6,7 km à 7%) | Col des Aravis (km 21) 2e catégorie (6,7 km à 7%) | Col des Aravis (km 21) 2e catégorie (6,7 km à 7%) | Col des Aravis (km 21) 2e catégorie (6,7 km à 7%) | Col des Aravis (km 21) 2e catégorie (6,7 km à 7%) |
| ------------------------------------------------- | ------------------------------------------------- | ------------------------------------------------- | ------------------------------------------------- | ------------------------------------------------- |
|                                                   | Coureur                                           | Pays                                              | Équipe                                            | Point(s)                                          |
| 1er                                               | Thomas De Gendt                                   | Belgique                                          | Lotto-Soudal                                      | 5                                                 |
| 2e                                                | Jarlinson Pantano                                 | Colombie                                          | IAM                                               | 3                                                 |
| 3e                                                | Alexis Gougeard                                   | France                                            | AG2R La Mondiale                                  | 2                                                 |
| 4e                                                | Roman Kreuziger                                   | Tchéquie                                          | Tinkoff                                           | 1                                                 |
| modifier                                          |                                                   |                                                   |                                                   |                                                   |

| Col de la Colombière (km 45,5) 1re catégorie (11,7 km à 5,8%) | Col de la Colombière (km 45,5) 1re catégorie (11,7 km à 5,8%) | Col de la Colombière (km 45,5) 1re catégorie (11,7 km à 5,8%) | Col de la Colombière (km 45,5) 1re catégorie (11,7 km à 5,8%) | Col de la Colombière (km 45,5) 1re catégorie (11,7 km à 5,8%) |
| ------------------------------------------------------------- | ------------------------------------------------------------- | ------------------------------------------------------------- | ------------------------------------------------------------- | ------------------------------------------------------------- |
|                                                               | Coureur                                                       | Pays                                                          | Équipe                                                        | Point(s)                                                      |
| 1er                                                           | Thomas De Gendt                                               | Belgique                                                      | Lotto-Soudal                                                  | 10                                                            |
| 2e                                                            | Jarlinson Pantano                                             | Colombie                                                      | IAM                                                           | 8                                                             |
| 3e                                                            | Patrick Konrad                                                | Autriche                                                      | Bora-Argon 18                                                 | 6                                                             |
| 4e                                                            | Alexis Gougeard                                               | France                                                        | AG2R La Mondiale                                              | 4                                                             |
| 5e                                                            | George Bennett                                                | Nouvelle-Zélande                                              | Lotto NL-Jumbo                                                | 2                                                             |
| 6e                                                            | Vincenzo Nibali                                               | Italie                                                        | Astana                                                        | 1                                                             |
| modifier                                                      |                                                               |                                                               |                                                               |                                                               |

| Col de la Ramaz (km 93,5) 1re catégorie (13,9 km à 7,1%) | Col de la Ramaz (km 93,5) 1re catégorie (13,9 km à 7,1%) | Col de la Ramaz (km 93,5) 1re catégorie (13,9 km à 7,1%) | Col de la Ramaz (km 93,5) 1re catégorie (13,9 km à 7,1%) | Col de la Ramaz (km 93,5) 1re catégorie (13,9 km à 7,1%) |
| -------------------------------------------------------- | -------------------------------------------------------- | -------------------------------------------------------- | -------------------------------------------------------- | -------------------------------------------------------- |
|                                                          | Coureur                                                  | Pays                                                     | Équipe                                                   | Point(s)                                                 |
| 1er                                                      | Thomas De Gendt                                          | Belgique                                                 | Lotto-Soudal                                             | 10                                                       |
| 2e                                                       | Rui Costa                                                | Portugal                                                 | Lampre-Merida                                            | 8                                                        |
| 3e                                                       | Pierre Rolland                                           | France                                                   | Cannondale-Drapac                                        | 6                                                        |
| 4e                                                       | Jarlinson Pantano                                        | Colombie                                                 | IAM                                                      | 4                                                        |
| 5e                                                       | Roman Kreuziger                                          | Tchéquie                                                 | Tinkoff                                                  | 2                                                        |
| 6e                                                       | Julian Alaphilippe                                       | France                                                   | Etixx-Quick Step                                         | 1                                                        |
| modifier                                                 |                                                          |                                                          |                                                          |                                                          |

| Col de Joux Plane (km 134,5) Hors catégorie (11,6 km à 8,5%) | Col de Joux Plane (km 134,5) Hors catégorie (11,6 km à 8,5%) | Col de Joux Plane (km 134,5) Hors catégorie (11,6 km à 8,5%) | Col de Joux Plane (km 134,5) Hors catégorie (11,6 km à 8,5%) | Col de Joux Plane (km 134,5) Hors catégorie (11,6 km à 8,5%) |
| ------------------------------------------------------------ | ------------------------------------------------------------ | ------------------------------------------------------------ | ------------------------------------------------------------ | ------------------------------------------------------------ |
|                                                              | Coureur                                                      | Pays                                                         | Équipe                                                       | Point(s)                                                     |
| 1er                                                          | Jarlinson Pantano                                            | Colombie                                                     | IAM                                                          | 25                                                           |
| 2e                                                           | Vincenzo Nibali                                              | Italie                                                       | Astana                                                       | 20                                                           |
| 3e                                                           | Ion Izagirre                                                 | Espagne                                                      | Movistar                                                     | 16                                                           |
| 4e                                                           | Wilco Kelderman                                              | Pays-Bas                                                     | Lotto NL-Jumbo                                               | 14                                                           |
| 5e                                                           | Julian Alaphilippe                                           | France                                                       | Etixx-Quick Step                                             | 12                                                           |
| 6e                                                           | Roman Kreuziger                                              | Tchéquie                                                     | Tinkoff                                                      | 10                                                           |
| 7e                                                           | Rui Costa                                                    | Portugal                                                     | Lampre-Merida                                                | 8                                                            |
| 8e                                                           | Ilnur Zakarin                                                | Russie                                                       | Katusha                                                      | 6                                                            |
| 9e                                                           | Joaquim Rodríguez                                            | Espagne                                                      | Katusha                                                      | 4                                                            |
| 10e                                                          | Pierre Rolland                                               | France                                                       | Cannondale-Drapac                                            | 2                                                            |
| modifier                                                     |                                                              |                                                              |                                                              |                                                              |

## Classements à l'issue de l'étape

### Classement général
| \| Classement général \| Classement général \| Classement général \| Classement général \| Classement général \| \| Coureur \| Coureur \| Pays \| Équipe \| Temps \| \| ------------------ \| ------------------ \| ------------------ \| ------------------ \| ------------------ \| \| 1er \| Christopher Froome \| Royaume-Uni \| Team Sky \| 86 h 21 min 40 s \| \| 2e \| Romain Bardet \| France \| AG2R La Mondiale \| + 4 min 05 s \| \| 3e \| Nairo Quintana \| Colombie \| Movistar Team \| + 4 min 21 s \| \| 4e \| Adam Yates \| Royaume-Uni \| Orica-BikeExchange \| + 4 min 42 s \| \| 5e \| Richie Porte \| Australie \| BMC Racing Team \| + 5 min 17 s \| \| 6e \| Alejandro Valverde \| Espagne \| Movistar Team \| + 6 min 16 s \| \| 7e \| Joaquim Rodríguez \| Espagne \| Katusha \| + 6 min 58 s \| \| 8e \| Louis Meintjes \| Afrique du Sud \| Lampre-Merida \| + 6 min 58 s \| \| 9e \| Dan Martin \| Irlande \| Etixx-Quick Step \| + 7 min 04 s \| \| 10e \| Roman Kreuziger \| Tchéquie \| Tinkoff \| + 7 min 11 s \| |                    |                |                    |                  |
| |                    |                |                    |                  |
| Source : ProCyclingStats |                    |                |                    |                  |
| Classement général |                    |                |                    |                  |
| Coureur | Coureur            | Pays           | Équipe             | Temps            |
| 1er | Christopher Froome | Royaume-Uni    | Team Sky           | 86 h 21 min 40 s |
| 2e | Romain Bardet      | France         | AG2R La Mondiale   | + 4 min 05 s     |
| 3e | Nairo Quintana     | Colombie       | Movistar Team      | + 4 min 21 s     |
| 4e | Adam Yates         | Royaume-Uni    | Orica-BikeExchange | + 4 min 42 s     |
| 5e | Richie Porte       | Australie      | BMC Racing Team    | + 5 min 17 s     |
| 6e | Alejandro Valverde | Espagne        | Movistar Team      | + 6 min 16 s     |
| 7e | Joaquim Rodríguez  | Espagne        | Katusha            | + 6 min 58 s     |
| 8e | Louis Meintjes     | Afrique du Sud | Lampre-Merida      | + 6 min 58 s     |
| 9e | Dan Martin         | Irlande        | Etixx-Quick Step   | + 7 min 04 s     |
| 10e | Roman Kreuziger    | Tchéquie       | Tinkoff            | + 7 min 11 s     |

### Classement par points
| Classement par points | Classement par points | Classement par points | Classement par points | Classement par points |
| --------------------- | --------------------- | --------------------- | --------------------- | --------------------- |
|                       | Coureur               | Pays                  | Équipe                | Point(s)              |
| 1er                   | Peter Sagan           | Slovaquie             | Tinkoff               | 440 points            |
| 2e                    | Marcel Kittel         | Allemagne             | Etixx-Quick Step      | 228 pts               |
| 3e                    | Michael Matthews      | Australie             | Orica-BikeExchange    | 183 pts               |
| 4e                    | Bryan Coquard         | France                | Direct Énergie        | 156 pts               |
| 5e                    | Alexander Kristoff    | Norvège               | Katusha               | 152 pts               |
| 6e                    | Thomas De Gendt       | Belgique              | Lotto-Soudal          | 150 pts               |
| 7e                    | Greg Van Avermaet     | Belgique              | BMC Racing            | 136 pts               |
| 8e                    | Christopher Froome    | Royaume-Uni           | Sky                   | 131 pts               |
| 9e                    | André Greipel         | Allemagne             | Lotto-Soudal          | 128 pts               |
| 10e                   | Rafał Majka           | Pologne               | Tinkoff               | 120 pts               |
| modifier              |                       |                       |                       |                       |

### Classement du meilleur grimpeur
| Classement du meilleur grimpeur | Classement du meilleur grimpeur | Classement du meilleur grimpeur | Classement du meilleur grimpeur | Classement du meilleur grimpeur |
| ------------------------------- | ------------------------------- | ------------------------------- | ------------------------------- | ------------------------------- |
|                                 | Coureur                         | Pays                            | Équipe                          | Point(s)                        |
| 1er                             | Rafał Majka                     | Pologne                         | Tinkoff                         | 209 points                      |
| 2e                              | Thomas De Gendt                 | Belgique                        | Lotto-Soudal                    | 130 pts                         |
| 3e                              | Jarlinson Pantano               | Colombie                        | IAM                             | 121 pts                         |
| 4e                              | Ilnur Zakarin                   | Russie                          | Katusha                         | 84 pts                          |
| 5e                              | Rui Costa                       | Portugal                        | Lampre-Merida                   | 76 pts                          |
| 6e                              | Serge Pauwels                   | Belgique                        | Dimension Data                  | 62 pts                          |
| 7e                              | Stef Clement                    | Pays-Bas                        | IAM                             | 53 pts                          |
| 8e                              | Vincenzo Nibali                 | Italie                          | Astana                          | 36 pts                          |
| 9e                              | Kristijan Đurasek               | Croatie                         | Lampre-Merida                   | 36 pts                          |
| 10e                             | Thomas Voeckler                 | France                          | Direct Énergie                  | 33 pts                          |
| modifier                        |                                 |                                 |                                 |                                 |

### Classement du meilleur jeune
| Classement général du meilleur jeune | Classement général du meilleur jeune | Classement général du meilleur jeune | Classement général du meilleur jeune | Classement général du meilleur jeune |
|                                      | Coureur                              | Pays                                 | Équipe                               | Temps                                |
| ------------------------------------ | ------------------------------------ | ------------------------------------ | ------------------------------------ | ------------------------------------ |
| 1er                                  | Adam Yates                           | Royaume-Uni                          | Orica-BikeExchange                   | en 86 h 26 min 22 s                  |
| 2e                                   | Louis Meintjes                       | Afrique du Sud                       | Lampre-Merida                        | + 2 min 16 s                         |
| 3e                                   | Emanuel Buchmann                     | Allemagne                            | Bora-Argon 18                        | + 42 min 58 s                        |
| 4e                                   | Warren Barguil                       | France                               | Giant-Alpecin                        | + 47 min 32 s                        |
| 5e                                   | Wilco Kelderman                      | Pays-Bas                             | Lotto NL-Jumbo                       | + 1 h 19 min 56 s                    |
| modifier                             |                                      |                                      |                                      |                                      |

### Classement par équipes
| Classement par équipes | Classement par équipes | Classement par équipes | Classement par équipes |
|                        | Équipe                 | Pays                   | Temps                  |
| ---------------------- | ---------------------- | ---------------------- | ---------------------- |
| 1re                    | Movistar               | Espagne                | en 259 h 11 min 21 s   |
| 2e                     | Sky                    | Royaume-Uni            | + 8 min 14 s           |
| 3e                     | BMC Racing             | États-Unis             | + 48 min 11 s          |
| 4e                     | AG2R La Mondiale       | France                 | + 56 min 50 s          |
| 5e                     | Astana                 | Kazakhstan             | + 1 h 16 min 58 s      |
| modifier               |                        |                        |                        |